# アセタケ科
アセタケ科（アセタケか、Inocybaceae）は、キノコを形成する菌類（担子菌）の中で最大の目であるハラタケ目に属する菌類の科である。これはハラタケ目（ひだのあるキノコ）の中でも、大きな科の1つである。この科は外菌根を形成する生態を持ち、熱帯および温帯地域に広く分布している。

## 分類と系統
アセタケ科のタイプ属である「アセタケ属」 Inocybe ははじめ、1821年にエリーアス・フリースによって、広いキノコの属であるハラタケ属 Agaricus の下位分類群として最初に記述された。1863年にフリースはこれを昇格させ、属として記載した。なお、この Inocybe はギリシア語で「繊維の頭」を意味し、傘が繊維状となるものが多いことによる。
アセタケ属は、伝統的にフウセンタケ科 Cortinariaceae に分類されていた。1982年、オランダの分類学者ウォルター・ユーリッヒは、この属を独自の科であるアセタケ科に置いた。この科には最初、アセタケ属のほかに Astrosporina J. Schröt. が含まれたが、この属は現在ではフウセンタケ科とされる。
その後、分子系統解析により旧フウセンタケ科は多系統であることが示された。さらに、アセタケ属の複数種および関連分類群の RPB1、RPB2（RNAポリメラーゼII）、および nLSU-rDNA 領域の分子系統学的解析により、Jülich が行ったようにアセタケ属を科レベルとみなす正当性が支持された。また、この正当性は外菌根性や特有の二次代謝産物などの独特な生態によっても支持される。Kirk et al. (2008) は、アセタケ科とフウセンタケ科を区別せず、むしろアセタケ科 Inocybaceae として1科に統合した。
それ以降の文献ではさらに、アセタケ科だけでなく Tubariaceae 科や Chromocyphellaceae 科を独立させている。
アセタケ科は20世紀初頭以降、アセタケ属1属のみを含むとすることが多かった。しかし、複数の遺伝子を用いた分子系統学的研究が進展し、汎世界的なサンプリングが行われたことで、細分化されることとなった。アセタケ科は7つの異なるクレードからなり、これらは現在、属の階級に置かれる。Auritella 属、狭義のアセタケ属、Inosperma 属、Mallocybe 属、Nothocybe 属、Pseudosperma 属、および Tubariomyces 属の7属である。アセタケ科の中で最大のアセタケ属には約850種、Pseudosperma 属には約70種、Mallocybe 属には55種以上、Inosperma 属には55種以上の既知種が知られる。Auritella 属、Nothocybe 属、および Tubariomyces 属は種数不明であるが、かなり少ないと推定されている。
Matheny et al. (2019) によって、6つの遺伝子領域を用いた系統解析により科内の系統関係が決定され、7属が認識されるようになった。アセタケ科は大きく2つのクレードに分かれる。そのうちの一方は、狭義のアセタケ属を含むクレードである。狭義アセタケ属は単系統群を形成し、I. distincta がその姉妹群であることが明らかになった。そのため、I. distincta は新属 Nothocybe に置かれた。アセタケ属のうち Pseudosperma clade と呼ばれていた Rimosae 節は単系統群をなし、その2属の外群となったため、新たに Pseudosperma 属として再分類された。もう一方のクレードには4つの系統が含まれ、Auritella 属、Mallocybe 属、Tubariomyces 属、および Inosperma 属とされた。このうち、Tubariomyces と Auritella は過去に Matheny らによって独立属とされており、Mallocybe と Inosperma はかつては Inocybe の亜属として認識されていた。
以下、Matheny et al. (2019) に基づく。

|  | Pseudosperma                                          |
|  |                                                       |
|  | \| \| Nothocybe \| \| \| \| \| \| Inocybe \| \| \| \| |
|  |                                                       |
|  | Nothocybe                                             |
|  |                                                       |
|  | Inocybe                                               |
|  |                                                       |

|  | Nothocybe |
|  |           |
|  | Inocybe   |
|  |           |

|  | Auritella                                                  |
|  |                                                            |
|  | \| \| Mallocybe \| \| \| \| \| \| Tubariomyces \| \| \| \| |
|  |                                                            |
|  | Mallocybe                                                  |
|  |                                                            |
|  | Tubariomyces                                               |
|  |                                                            |

|  | Mallocybe    |
|  |              |
|  | Tubariomyces |
|  |              |

|  | Auritella                                                  |
|  |                                                            |
|  | \| \| Mallocybe \| \| \| \| \| \| Tubariomyces \| \| \| \| |
|  |                                                            |
|  | Mallocybe                                                  |
|  |                                                            |
|  | Tubariomyces                                               |
|  |                                                            |

|  | Mallocybe    |
|  |              |
|  | Tubariomyces |
|  |              |

|  | Pseudosperma                                          |
|  |                                                       |
|  | \| \| Nothocybe \| \| \| \| \| \| Inocybe \| \| \| \| |
|  |                                                       |
|  | Nothocybe                                             |
|  |                                                       |
|  | Inocybe                                               |
|  |                                                       |

|  | Nothocybe |
|  |           |
|  | Inocybe   |
|  |           |

|  | Auritella                                                  |
|  |                                                            |
|  | \| \| Mallocybe \| \| \| \| \| \| Tubariomyces \| \| \| \| |
|  |                                                            |
|  | Mallocybe                                                  |
|  |                                                            |
|  | Tubariomyces                                               |
|  |                                                            |

|  | Mallocybe    |
|  |              |
|  | Tubariomyces |
|  |              |

|  | Auritella                                                  |
|  |                                                            |
|  | \| \| Mallocybe \| \| \| \| \| \| Tubariomyces \| \| \| \| |
|  |                                                            |
|  | Mallocybe                                                  |
|  |                                                            |
|  | Tubariomyces                                               |
|  |                                                            |

|  | Mallocybe    |
|  |              |
|  | Tubariomyces |
|  |              |

## 形態
子実体はハラタケ型またはシクエストレート型。一般に小型で、傘は円錐形で褐色。傘の表層（pileipellis）は平行菌糸被（cutis）、毛状被（trichoderm）、またはやや子実層状被（subhymeniderm）を持ち、外観としては放射状に裂けて繊維状を呈すか、細かいささくれに覆われることが多い。
しばしばシスチジアを持ち、縁シスチジア、厚壁シスチジア、柄シスチジアとして現れる。
ひだにある担子器ははじめ白い（hyaline）が、胞子が熟すと色付き（necropigmented）、くすんだ茶色になる。柄は縦に裂ける。
担子胞子は一般にメラニン化し、厚壁で、発芽孔を欠く。表面は平滑なものと疣状の突起を持つものがある。
クランプはほとんどの組織でよく見られる。

## 分布
アセタケ科は北半球の温帯地域に広く分布するが、熱帯および南半球にも見られる。この科の構成種は、アフリカ、オーストラリア、新熱帯区、ニュージーランド、北半球の温帯、旧熱帯区、東南アジア、南アメリカ、および南半球の温帯でも見つかっている。

## 生態
アセタケ科の菌類は外菌根性またはラン科との共生を行う。外菌根性は植物との特殊な共生形態であり、一般に相利共生であると考えられている。少なくとも23科の植物と菌根を形成できると推定されている。ほとんどの種は中性土壌よりも石灰質土壌を好む傾向があり、道路脇や公園のほか、都市の生息地でよく見られる。研究者によっては、この科の菌類は一般に石灰質土壌を好むと強調し、この特性はよく保存されていると述べている。

## 生理
アセタケ科菌類には、ムスカリンを含む種が多く、テングタケの含有量を遥かに上回る。ただし、ムスカリンの含有には可塑性があり、狭義のアセタケ属を含むクレード（Inocybe、Nothocybe、Pseudosperma）の共有派生形質だとされる。この物質による、滝のように汗をだすという異常な中毒症状により「アセタケ」の和名が付いたとされる。ほかにもシロシビンなどの二次代謝産物を含む。

## 文献
- Kirk PM; Cannon PF; Minter DW; Stalpers JA (2008). Dictionary of the Fungi (10th ed.). Wallingford, UK: CAB International. p. 340. ISBN 978-0-85199-826-8
- Matheny, P. Brandon (2009). “A phylogenetic classification of the Inocybaceae.”. McIlvainea 18 (1):  11–21.  オリジナルの2023-01-15時点におけるアーカイブ。 2023年3月23日閲覧。.
- Matheny, P. Brandon; Hobbs, Alicia M.; Esteve-Raventós, Fernando (2020). “Genera of Inocybaceae: New skin for the old ceremony”. Mycologia 112 (1):  83–120. doi:10.1080/00275514.2019.1668906. PMID 31846596.